# ITV News at Ten
ITV News at Ten es un programa informativo británico, transmitido por la cadena ITV desde el 3 de julio de 1967.

## Presentadores

### Presentadores actuales
Principal
- Mark Austin (2008–presente)
- Julie Etchingham (2008–presente)

Alivio
- Mary Nightingale (2008–presente)
- James Mates (2008–presente)
- Nina Hossain (2008–presente)
- Alastair Stewart (1989–1992; 2009–presente)
- Natasha Kaplinsky (2011–presente)
- Charlene White (2013–presente)
- Ranvir Singh (2014–presente)

### Presentadores anteriores
- Alastair Burnet (1967–1974; 1978–1991)
- Reginald Bosanquet (1967–1979)
- Andrew Gardner (1967–1977)
- George Ffitch (1967-1968)
- Gordon Honeycombe (1967–1977)
- Leonard Parkin (1967–1987)
- Sandy Gall (1972–1992)
- Anna Ford (1978–1980)
- Martyn Lewis (1980–1986)
- Selina Scott (1980–1982)
- Pamela Armstrong (1984–1987)
- Carol Barnes (1985–1992)
- John Suchet (1985–2004)
- Trevor McDonald (1986–2005; 2008)
- Julia Somerville (1990–1999)
- Dermot Murnaghan (1992–2001)
- Kirsty Young (2001–2002)
- Katie Derham (2008–2010)
- Nicholas Owen (2001-2004)